# UTC+5
UTC + 5:00 é o fuso horário onde o horário local é contado a partir de mais cinco horas em relação ao horário do Meridiano de Greenwich.

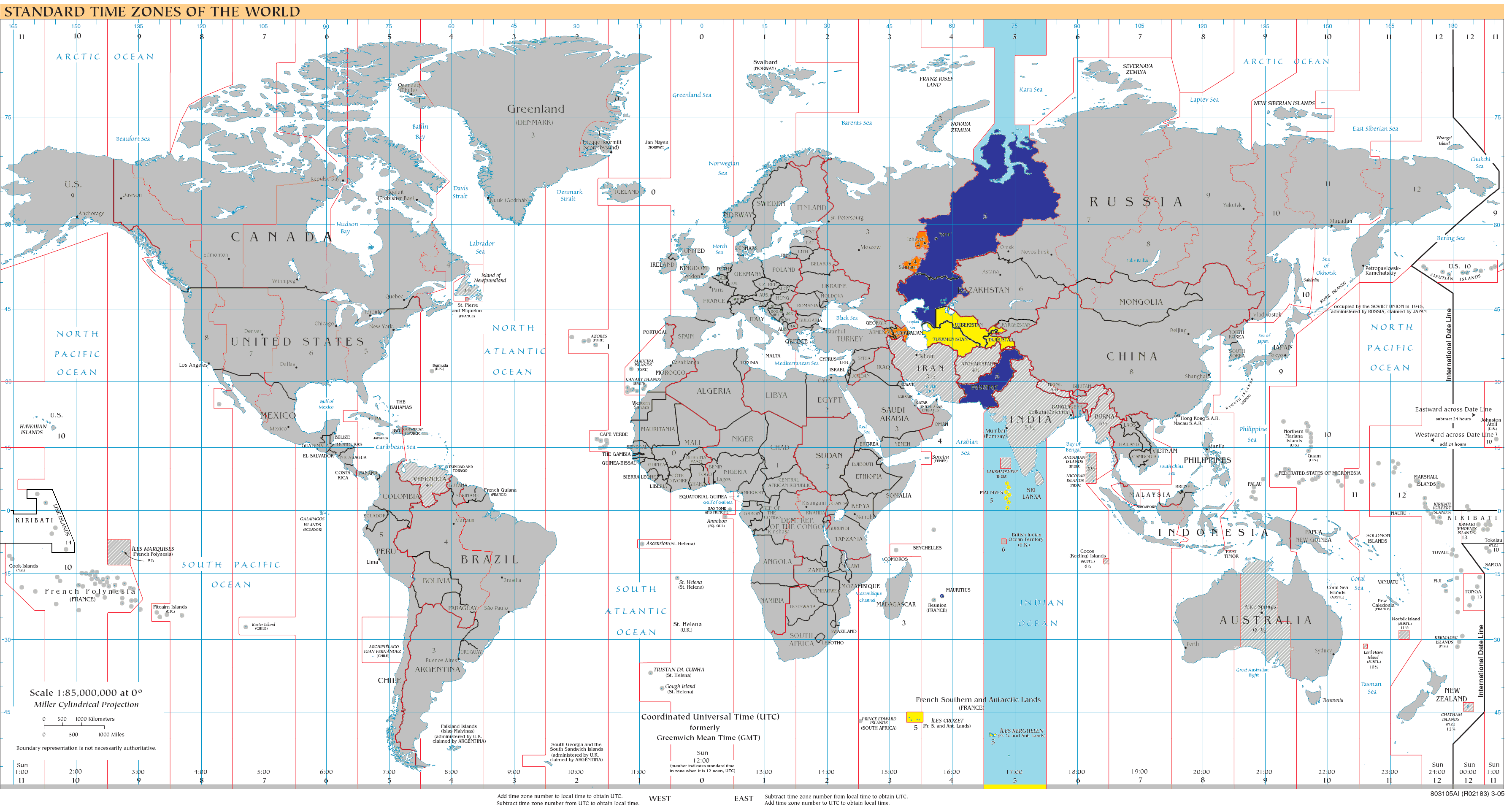
Mapa de 2008 contendo as variações de tempo de acordo com a longitude, com a UTC+5:00 em destaque (laranja, azul e amarelo)

Longitude ao meio: 75º 00' 00" L
É usado em:
- Cazaquistão
  - Região oeste[1]
- Maldivas[2]
- Paquistão[3]
- Rússia
  - Zona 4: Ekaterinburgo e Perm[4]
- Tajiquistão[5]
- Turquemenistão[6]
- Uzbequistão[7]